# Lenglern
Lenglern is een dorp in de Duitse gemeente Bovenden in de deelstaat Nedersaksen. In 1973 werd het dorp deel van de uitgebreide gemeente Bovenden.
Lenglern wordt voor het eerst vermeld in een oorkonde uit 966. De dorpskerk is van 1784. De kerk verving twee andere kerken die wegens bouwvalligheid werden afgebroken.
Het dorp ligt aan de spoorlijn Göttingen - Bodenfelde. Het station dateert van 1910.